# HD 131951
HD 131951，又名BD+15 2796，SAO 101293、HR 5567，是一颗恒星，视星等为5.77，位于銀經15.69，銀緯58.32，其B1900.0坐标为赤經14h 51m 29.9s，赤緯+14° 58.32′ 2″。